# Gunthertuch

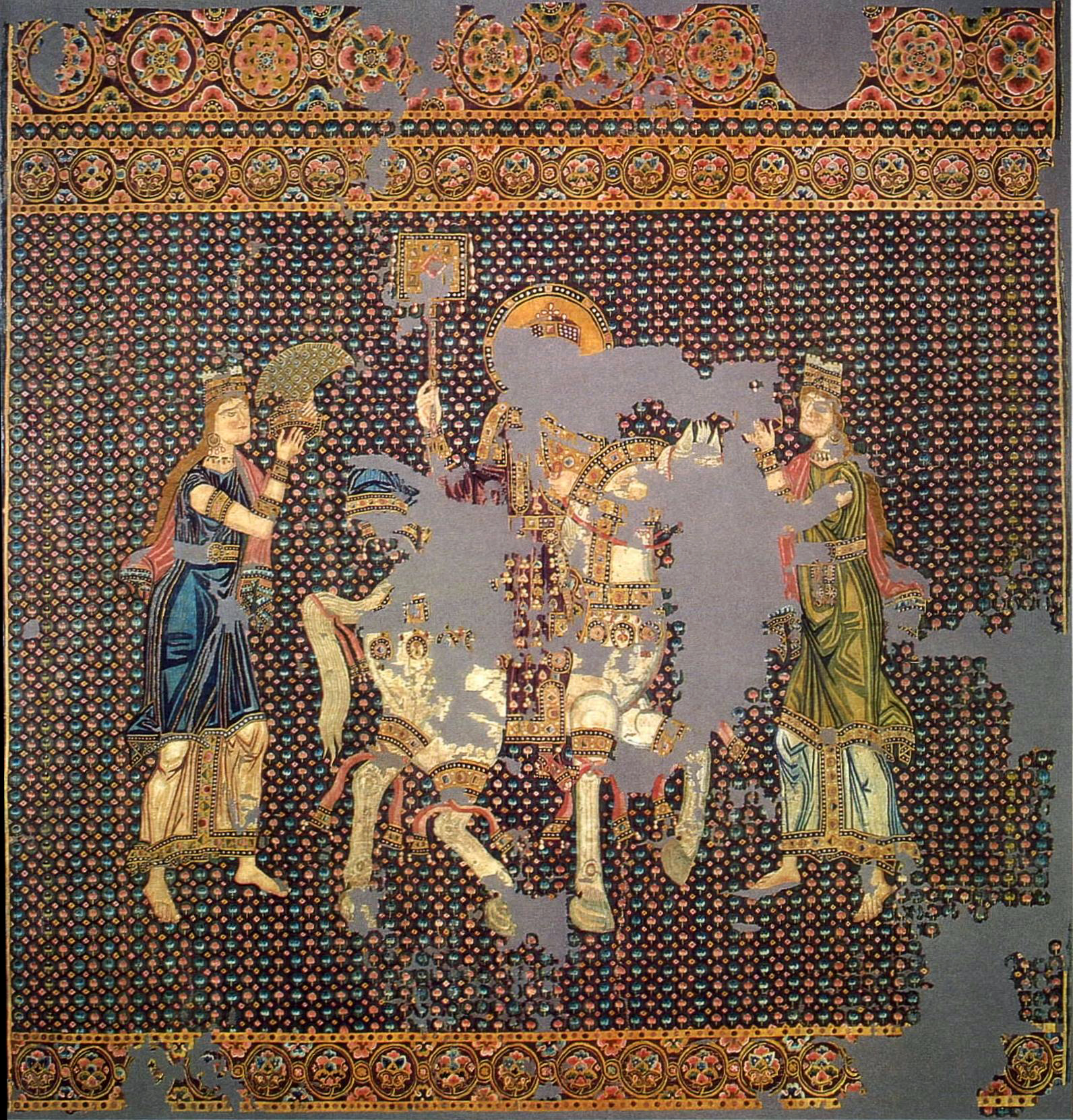
Das Bamberger Gunthertuch

Das Gunthertuch, auch Bamberger Gunthertuch, ist ein singuläres byzantinisches Seidengewirke, das vermutlich 971 entstand und allegorisch den Empfang eines byzantinischen Kaisers (höchstwahrscheinlich Johannes I. Tzimiskes) in der Hauptstadt Konstantinopel bei seiner triumphalen Rückkehr von einem siegreich beendeten Feldzug darstellt. Dabei werden ihm von zwei (an ihren Mauerkronen erkennbaren) Stadttychen (Stadtgöttinnen), die beide jeweils Konstantinopel symbolisieren, zu seiner Rechten bzw. Linken huldigend jeweils eine Tupha (Federkrone) bzw. ein goldener Kronreif dargereicht. Bei diesen Gegenständen handelt es sich um die Herrschaftszeichen des besiegten Gegners, und zwar höchstwahrscheinlich die Kronen des bulgarischen Zaren Boris II., den Kaiser Tzimiskes 971 nach der Einnahme der bulgarischen Hauptstadt Preslav als Gefangenen mit nach Konstantinopel führte. Nur bei diesem byzantinischen Triumphzug von 971 besaß der unterlegene vorgeführte Gegner den Rang eines Kaisers. Das Tuch wurde 1064/65 von Bischof Gunther von Bamberg in Konstantinopel erworben, möglicherweise war es ein Geschenk des Kaisers Konstantin X. Es wurde 1830 in Gunthers Grab im Bamberger Dom wiederentdeckt.

## Geschichte des Seidentuchs
Im November 1064 nahm Bischof Gunther von Bamberg an einer Pilgerfahrt unter der Führung der deutschen Bischöfe Siegfried von Mainz, Wilhelm I. von Utrecht und Otto von Riedenburg nach Jerusalem teil. Der Zug der etwa 7000 Pilger führte durch Ungarn, das Byzantinische Reich und Syrien.
In der byzantinischen Hauptstadt hielt man Gunther wegen seiner hünenhaften Gestalt und seiner eleganten Kleidung für den inkognito reisenden König Heinrich IV. Wie das Seidengewebe in den Besitz des Bischofs gelangte, ist nicht bekannt. Der Byzantinist Günter Prinzing vermutete, dass das Seidentuch bis zum Aufenthalt des Pilgerzuges in Konstantinopel in der Hagia Sophia vielleicht als Peplos (Vorhang) zwischen zwei Säulen hängend als textiler Bildschmuck gedient haben könnte. Gunther von Bamberg verstarb auf der Rückreise am 23. Juli 1065 in Stuhlweißenburg an einer schweren Krankheit. Heimkehrende Pilger brachten seinen in das byzantinische Seidentuch gehüllten Leichnam nach Bamberg zurück.
Die sichtbare Beschädigung des Gunthertuches hängt damit zusammen, dass man Bischof Gunther entweder schon bei seinem auf dem Rückweg nach Bamberg in Ungarn erfolgten Tod in das Tuch gehüllt hat oder erst in Bamberg bei der Grablegung, vielleicht auch erst „bei seiner Umbettung auf den Ostchor“ (vgl. S. Ruß).
Im Rahmen der Purifizierung des Bamberger Doms unter der Leitung des Architekten und Baumeisters Friedrich von Gärtner wurde Gunters letzte Ruhestätte am 22. Dezember 1830 geöffnet. Im Grab des Bischofs befanden sich außer seinen Gebeinen Teile eines Wollgewebes, Leder, Goldborten, Bruchstücke aus Silber und Fragmente eines Seidenstoffes. Der maßgeblich an der Domrestaurierung beteiligte Maler Friedrich Karl Ruppert fügte die Stücke des gemusterten Seidengewebes zusammen. Er stellte fest, dass der Kopf des Reiters und der untere Teil der Pferdekopfes fehlten, und fertigte eine Zeichnung an, auf der er die fehlenden Teile mit Bleistiftstrichen rekonstruierte. Bei einer 1894 erfolgten Montierung des Gunthertuchs wurden bei einigen Fragmenten Vorderseite und Rückseite vertauscht. 1965/66 wurde es in den Werkstätten des Bayerischen Nationalmuseums in München gereinigt und konserviert. Die richtige Ansichtsseite konnte wiederhergestellt werden, das Tuch erhielt die Leuchtkraft seiner ursprünglichen Farbigkeit zurück.
Das Gunthertuch ist heute neben den so genannten Kaisermänteln und dem Ornat von Papst Clemens II. ein Höhepunkt in der Sammlung mittelalterlicher Textilien des Diözesanmuseums Bamberg.

## Beschreibung
Für das Tuch fand eine glänzende, sehr weiche und zugleich sehr schwere Seide Verwendung. In das feine, naturfarbene Kettfadensystem ist das Muster mit verschiedenfarbigen Schussfäden eingetragen worden. 22 Kettfäden pro cm sind je nach Stärke mit 44 bis 70 Schussfäden gekreuzt. Zum Einfärben der Seidenfäden dienten Pflanzenfarben aus dem Absud von Krappwurzel, Ochsenzunge, Indigo und Wau. Die Farben sind mosaikartig nebeneinander gesetzt. An einigen wenigen Stellen, zum Beispiel an den Wangen und Händen, wurden abgetönt Übergänge durch das strähnenartige Verweben farbiger Schussfäden hergestellt. Die Bordüren, die das Tuch oben und unten mit sassanidischen Palmetten und Rosetten rahmen, waren ursprünglich sicher einmal gleich breit. Das Muster des Hintergrundes bedeutet Unendliche Ferne.
Die 218 cm hohe und 211 cm breite Seidenwirkerei zeigt vor dem gemusterten Hintergrund einen byzantinischen Kaiser. Er reitet auf einem weißen Pferd, ist mit dem Stemma, der byzantinischen Herrscherkrone, gekrönt und trägt das Labarum in der rechten Hand. Sein Haupt ist von einem goldenen Nimbus umgeben. Vor dem mit Juwelen geschmückten tablion, einem auf den blauen wehenden Mantel in Brusthöhe aufgenähten Besatz, hält der Herrscher in seiner linken Hand einen roten Zügel. Sein knöchellanger Rock besteht aus tiefviolettem, mit Efeublättern gemusterten Seidenstoff. Die breiten, mit Edelsteinmedaillons und Anhängern in Form von Halbmonden verzierten Riemen des Zaumzeugs und die Bänder an den Beinen und am Schweif des Pferdes sind auf persischen Einfluss zurückzuführen.
Der Kaiser wird von zwei Tyche-Figuren flankiert. Die Tychen sind in knöchellange weiß-rötlich (links) bzw. weiß-bläulich schimmernde Untergewänder und deutlich abgestuft blaue (links) bzw. grüne (rechts) Obergewänder gekleidet. Auf dem Kopf tragen sie Mauerkronen, ein 
Attribut, das sie als Stadtgöttinnen (Stadttychen) kennzeichnet. Die rechte Figur im grünen Oberkleid bietet dem Kaiser wahrscheinlich eine Krone, die linke im blauen Oberkleid die Toupha, die nur bei Triumphzügen getragen wurde, dar. Beide Tychen sind barfuß dargestellt, was sie als doulai (staatliche Sklavinnen) des Kaisers ausweist. Wenn beide Tychen gemeinsam auf Konstantinopel zu beziehen sind (These Prinzing), dann drückt sich im Bild der Gedanke aus, dass diese Stadt den Kaiser als seine Sklavin und Braut empfängt. Der florale Hintergrund ist als Schmuck des Weges in das Brautgemach zu deuten.

## Deutung
Zunächst mit Kaiser Basileios’ II. Triumphzug nach der  Eroberung Bulgariens
1018 identifiziert, ist sich die moderne Forschung heute einig, dass es sich bei dem dargestellten byzantinischen Kaiser um Johannes I. Tzimiskes handelt, der 971 zuerst die bulgarische Hauptstadt Preslav erobert und Zar Boris II. gefangen genommen hatte und dann nach der Belagerung von Dorostolon die Kiewer Rus in Bulgarien besiegte.

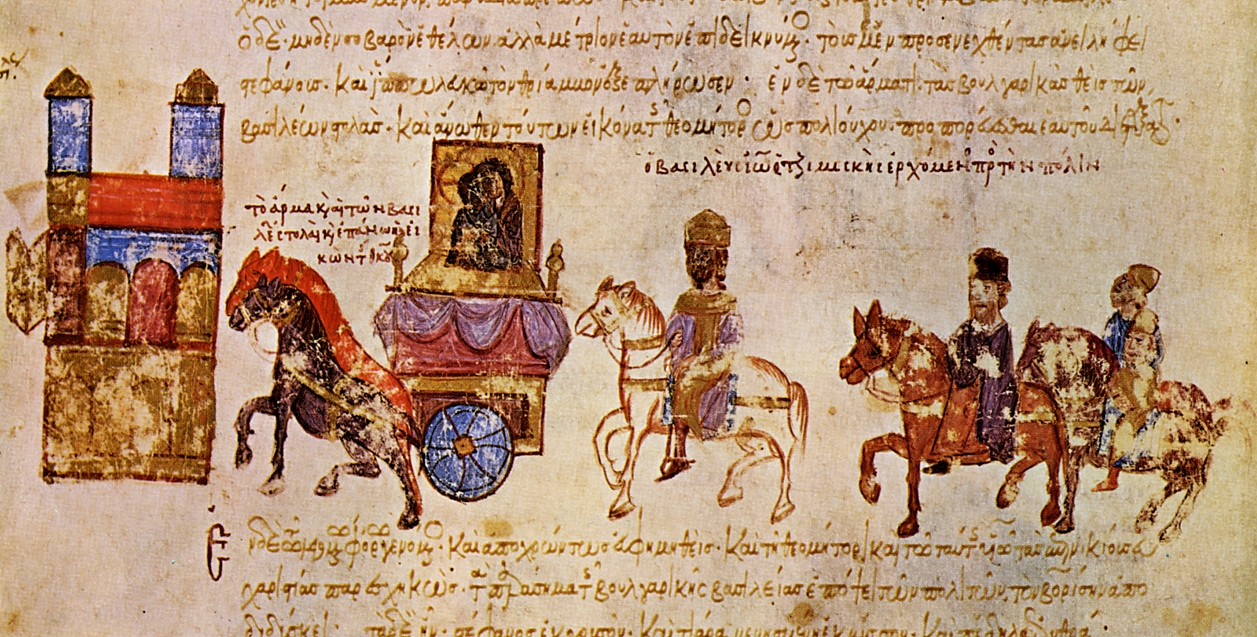
Triumphzug in Konstantinopel 971. Vor Kaiser Tzimiskes fährt der kaiserliche Triumphwagen mit dem Bild der Gottesmutter. Hinter ihm reitet Boris, der besiegte bulgarische Zar.
Miniatur in der Madrider Bilderhandschrift des Skylitzes, fol. 220v.

Laut Leon Diakonos ritt Tzimiskes bei seinem Triumphzug auf einem weißen Pferd hinter einem Wagen mit einer Ikone der Jungfrau Maria und den bulgarischen Reichskleinodien, darunter insbesondere zwei Kronen. Obwohl einige Details der Beschreibung Leons durch Johannes Skylitzes ignoriert oder widerlegt werden, stimmen beide Quellen darin überein, dass Kaiser Tzimiskes während der Prozession ein weißes Pferd ritt und dass die bulgarischen Reichskleinodien, unter ihnen zwei Kronen, eine zentrale Rolle bei der triumphalen Zeremonie spielten. Beide Autoren erklären ausdrücklich, dass die zweite Krone eine Tiara (Toupha) war. Das Gunthertuch zeigt alle diese Details.
Stellten die Tychen nach älteren Auffassungen das Alte Rom und das Neue Rom bzw. Athen und Konstantinopel, die beiden Städte, in denen Basileios II. seinen Triumph feierte, dar, so vertreten sie nach anderer Meinung die Demen Konstantinopels. Dabei steht die grün gekleidete Tyche für die Partei der Grünen, die Tyche im blauen Obergewand für die Blauen.
Nach Untersuchungen der modernen Forschung schien es möglich, dass die tychai auf dem Gunthertuch die beiden wichtigsten, während des Feldzugs des Kaisers Tzimiskes eroberten Städte Preslaw und Dristra (Dorostolon) personifizieren, die nach dem Sieg in Ioannoupolis und Theodoroupolis umbenannt wurden. Diese These wurde jedoch von Prinzing 2007 widerlegt.